# Cuerpo de Bomberos de Honduras
El Heroico y Benemérito Cuerpo de Bomberos de Honduras es una Institución de servicio público, cuya misión consiste en la ejecución de actividades de protección civil, prevención y combate a incendio, búsquedas, salvamentos y socorros públicos, en el ámbito de velar por la seguridad, la vida y propiedades de la población hondureña.

## Misión
El Cuerpo de Bomberos de Honduras es una institución que ayuda a prevenir, combatir e investigar incendios, auxiliando a las personas naturales y jurídicas, y protegiendo sus vidas y bienes en caso de incendios, desastres y calamidades.
Un servicio de bomberos prestado a través de una institución técnica, con capacidad para atender las demandas de la población en caso de siniestros, accidentes, desastres, calamidades públicas y otros, garantizando la vida y las propiedades de la ciudadanía

## Visión
El Cuerpo de Bomberos de Honduras es una Institución que presta un servicio técnico y profesional con capacidad para atender las demandas de la población en caso de siniestros, accidentes, desastres, calamidades públicas y otros, garantizando la vida y las propiedades de la ciudadanía.

## Historia

### Antecedentes
A finales de la década de los años veinte la Compañía Transnacional Standard Fruit Company importa y pone en uso el primer carro bombero para combatir incendios en La Ceiba los cuales era frecuentes en ese tiempo. Este era manejado por empleados de la empresa y bomberos voluntarios.
Siendo presidente de Honduras el General Rafael López Gutiérrez en 1920 se reunió con los Alcaldes Municipales de Tegucigalpa y Comayagüela los Señores: Trinidad F. Rivera y Juan Ángel Irías respectivamente, para solventar la necesidad de contar con un Servicio de Bomberos en la ciudad capital, dejando el presidente Gutiérrez que los alcaldes, hicieran sus gestiones por adquirir Equipo Contra Incendios y que seleccionaran personal para que prestara este servicio. En febrero de 1921 los Alcaldes solicitaron a Alemania una Bomba Portátil con diez mangueras y cinco pitones directos, la que debido a los difíciles medios de transportes, llegó a Tegucigalpa hasta el año de 1922 y la que durante algún tiempo no fue utilizada, por la carencia de personal capacitado en el noble ramo bomberil. El 10 de abril de 1924, cuando ejercía la Alcaldía de Tegucigalpa el señor Eugenio Molina, acordó hacer entrega de la Bomba y el pequeño equipo al señor Julio Villars de nacionalidad suiza, para que este la utilizara en caso de incendio, ya que el Sr. Villar conocía el funcionamiento de la Bomba. Villar y sus hijos, Julio Villar H. y Carlos Villar, habían acondicionado la bomba en un pequeño tanque de agua remolcable con capacidad de 200 galones. Este fue el primer paso e inicio formal de la Carrera Bomberil, con personal Voluntario, como lo fueron los Señores Villars; para apagar los incendios en la Capital Hondureña. 
Más tarde, se compró de una “Unidad Contra Incendio” con lo recaudado que asumía la suma de Cuatro Mil Lempiras (Lps. 4,000.00) aportando el Distrito Central la suma de Dieciocho Mil Lempiras (Lps. 18,000.00) ya que el costo de la unidad puesta en Tegucigalpa era de veintidós mil lempiras (Lps. 22,000.00). En sesión que se celebró el día viernes 5 de agosto de 1949, el director de la Planta de Agua y Luz Ingeniero Andrés Reyes Loyola, envió como su representante al Ingeniero Tiburcio Calderón, para que mostrara a los miembros del comité los planos de la localización de los hidrantes, apreciándose que las avenidas y calles de Tegucigalpa contaban con suficiente número de hidrantes. Fueron colocados 32 hidrantes. 20 de octubre de 1949 informó haber visitado la embajada estadounidense, en donde se entrevistó con el señor Byron E. Binkeship para averiguar sobre la posibilidad de obtener excedentes de equipo contra incendios por medio del Departamento de Servicio de Administración General de los Estados Unidos, de la Embajada de México concerniente a la contratación de los servicios de tres oficiales del Cuerpo de Bomberos de México con el fin de entregar personal voluntario de nuestro país; el Sr. embajador le informó que perfectamente bien podría mandar un Jefe y dos Oficiales para el entrenamiento respectivo fijándose un sueldo mensual de $ 390.00 y $ 315.00 respectivamente, cantidad que arroja un total de $ 1,035.00 mensuales (pesos mexicanos).

## Cuerpo de Bomberos Nacionales
El General Pompilio Aguiluz Mena, quien se había preocupado por la organización de un cuerpo de Bomberos e Honduras fue el nombrado como primer comandante de dicho Cuerpo en el gobierno del Doctor José Ramón Villeda Morales. Una vez Pompilio Aguiluz tomó posesión de su cargo, instaló una oficina en su propia casa e inició una movilización para emprender la modernización de la unidad, a la cual también se nombró como segundo comandante al señor Óscar Rodríguez Gómez. El General Aguiluz Mena y Óscar Rodríguez Gómez nombraron que el consejo del Distrito Central traspasara 682 Vrs2 de terreno, ubicada exactamente en la 4.º calle  1.º y 2.º avenida de Tegucigalpa y además de la construcción del edificio que conocemos como estación de bomberos N.º 1 del Barrio Abajo. Fue beneficio construir una galera de madera por el producto. El garaje del Distrito Central, está ubicado en la 3.ª avenida entre la 2.ª  y 3.ª calle de Comayagüela (Unidad 01) Ford modelo 650, siendo el Mayor Cristóbal Velázquez el conductor.
El Presidente de la República Dr. Ramón Villeda Morales, por Acuerdo n.º 675 del 3 de abril de 1959 acordó conceder Becas a los Señores Asdrúbal Varela Lanza y Rafael Amador Muñoz, para recibir un Curso Técnico Práctica de Bomberos en la Escuela de Bomberos de Costa Rica. A su regreso y por Acuerdo n.º 1155 del 18 de junio de 1959, el presidente de la República Ramón Villeda Morales acordó nombrarles chóferes del Cuerpo de Bomberos de esta capital. El 1 de mayo de 1960 salieron rumbo a la República de Panamá los señores subcomandante Óscar Rodríguez Gómez y el motorista Carlos Ordóñez Flores quienes realizaron Curso de “Especialización en Bombas Centrífugas, Extinción de Incendios, Recarga y Uso de Extinguidores otorgados en aquella república, regresando a esta ciudad capital el 30 de julio del mismo año. Las unidades contra incendio con registro 02 y 03 Marcas GMC-350, Con tanque de 500 galones de capacidad y 500 G.P.M. (Galones por minuto) sistema de bomba centrífuga de una etapa con 5 velocidades cuatro hacia adelante y una hacia atrás. Estas unidades fueron donadas por la General Motors y en 1973 fueron reacondicionadas para su uso normal.
Mediante ACUERDO N.º 529 del 10 de marzo de 1961, se emite la disposición del Presidente de la República Dr. Ramón Villeda Morales de Reorganizar el Personal del Cuerpo de Bomberos del Distrito Central, según Decreto Legislativo N.º 70 del 6 del mes en curso, en la forma siguiente: 
| Nombre                        | Cargo              |
| Pompilio Aguiluz Mena         | Primer Comandante  |
| Óscar Rodríguez Gómez         | Segundo Comandante |
| Asdrúbal Varela Lanza         | Capitán Mayor      |
| Miguel Rafael Amador Muñoz    | Teniente           |
| Cristóbal Velásquez Cerrato   | Subteniente        |
| Carlos Ordóñez Flores         | Sargento Primero   |
| Marco Antonio Valladares      | Sargento Segundo   |
| Salvador Carranza Castellanos | Cabo               |
| Miguel Pineda                 | Bombero motorista  |
| Carlos Portillo Bustillo      | Bombero motorista  |
| Prisciliano Raíza Perdomo     | Bombero motorista  |
| Ricardo Obando Andino         | Bombero motorista  |
| Julio Amador Canales          | Bombero raso       |
| Cristóbal Hernández Umanzor   | Bombero raso       |
| David Posadas Núñez           | Bombero raso       |
| Antonio Velásquez             | Bombero raso       |
| Ángel Figueroa Banegas        | Bombero raso       |
| Agustín Salvador Gálvez       | Bombero raso       |
| Gustavo Bárcenas Amador       | Bombero raso       |
| Rodolfo Escoto Fiallos        | Bombero raso       |

Fue el 1 de enero de 1965 que asumió la comandancia del cuerpo de bomberos voluntario el Capitán Taufick Simón Román quedando como segundo comandante del capitán Roberto Abadie Abarca y tercer Comandante el Capitán Mario Roberto Paz, contaba con 4 compañías debidamente organizadas y equipadas. 4.º Jefe Capitán Abadie, 2.º comandante Mario Roberto Paz  y el Dr. Alfredo Fernández. Cristóbal Hernández Umanzor, Daniel Farrera Cerato, Guillermo Neda, Jaime Lacayo Rosales, Roberto Zacapa, Miguel Rafael Amador Muñoz (Fundador del Cuerpo de Bomberos), Salvador Laguardia Guillo, Helmut Seidel, José María Urbiso, Luis Felipe Lardizábal, José Manuel Sierra, Paul Rivera Montalván, Mario Rafael Nieto MaCarthy, José Abdón Ordóñez, Arturo Appel, Julio Appel Zelaya, Luis Carlos Zelaya, Julio Martínez, Remberto Flores Pavón y Marco Tulio Garay.

### Rescatistas hondureños enEcuador
Tras el terremoto de 7,8 grados de intensidad sufrido en el país Sudamericano, la Comisión Permanente de Contingencias (COPECO) y los Bomberos de Honduras son encargados por el Gobierno de Honduras en calidad de solidaridad enviar un contingente de rescatistas profesionales con la denominación representativa como: "Fuerza de Tarea “Katrachos", entre ellos estuvieron: Marco Antonio Artica (Comandante), Vladimir Pineda, Mario Moncada,Mario Roberto Valerio, Darwin Velásquez, Edwin Espinal, Darwin Pérez, Edwin Cárcamo, Esman Fuentes, José Ávila, Dircio Fajardo, Luis Sevilla, Manolo Laguardia. Por COPECO fueron: Lourdes Ardón, Gustavo Bonilla, Marlon Cerrato, Roger Zúñiga.

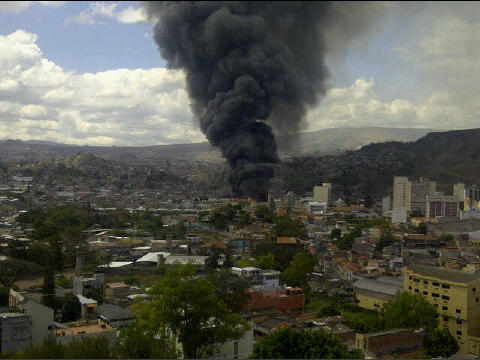
Incendio en los Mercados Municipales Colón y San Isidro en Comayagüela, D.C. (2012)

## Escenarios
Todo el territorio hondureño, ciudades, aeropuertos, carreteras, costas, ríos, montañas, etc. 
- En 1924 durante la Segunda guerra civil de Honduras, la ciudad de Tegucigalpa fue bombardeada por la aviación rebelde, algunos edificios sufrieron daños leves y otros severos durante los incendios.
- En julio de 1969, la Guerra Honduro-salvadoreña o conocida como Guerra del Fútbol, ocasionó algunos incendios en aeropuertos debido al bombardeo de la Fuerza Aérea Salvadoreña.
- Huracán Fifi-Orlane devastó la zona norte de Honduras en la década de los setenta.
- Huracán Mitch en 1998 fue una prueba amarga para el Cuerpo de Bomberos de Honduras, ya que se tuvo que multiplicar fuerzas, reunir a personal de apoyo y en reserva con el fin de dar abasto a las zonas norte, nor-occidental, central e insular de la república.
- En el 2016, un grupo de bomberos hondureños conformado como: "Fuerza de Tarea “Katrachos” representó al país centroamericano en las tareas de rescate tras el terremoto sucedido en Ecuador.[5]

### Presupuesto
Según en Presupuesto nacional del año 2007, el Cuerpo de Bomberos recibió un aumento: Lps. 35,496.900 + Lps. 4,650.000.

## Comandancias regionales
La Oficina Técnica de Prevención y Seguridad Contra Incendios, la Brigada de Prevención y Control de Incidentes con Materia les Peligrosos; la Escuela Nacional de Bomberos y la Brigada Internacional de Búsqueda y Rescate USAR (en proceso de acreditación por Naciones Unidas). Los Bomberos de Honduras constituidos como una organización de nivel nacional sectorizados en cinco regiones, con una descentralización administrativa y funcional en los diferentes municipios donde operan 32 estaciones y 13 subestaciones, con una cobertura en 17 de los 18 Departamentos del país, donde las 24 horas de los 365 días. 
En 2014 el presidente Juan Orlando Hernández hace entrega de un lote de 14 unidades apagafuegos y cinco ambulancias.

### Personal
El bombero es la persona que se dedica, entre otras muchas labores, a extinguir incendios. A cuyo efecto, los bomberos hondureños son mayores de dieciocho años, en su mayoría voluntarios, egresados de un riguroso curso bomberil, sobre el uso y manejo de aparatos destinados a la extinción de incendios primordialmente, seguido de primeros auxilios, rescate de personas en ríos, montañas, edificios, etc. Intervención de primera línea pre hospitalaria, a cuyo efecto se debe egresar de un curso de paramédico.
La jerarquía del Cuerpo de Bomberos de Honduras, no se difiere de la militar,  siendo el General de Bomberos el Comandante en Jefe Nacional, seguido de los rangos en orden descendente de Coronel de Bomberos, Mayor de Bomberos, Capitán de Bomberos, Teniente de Bomberos, Sargento de Bomberos, Cabo de Bomberos, Bombero.

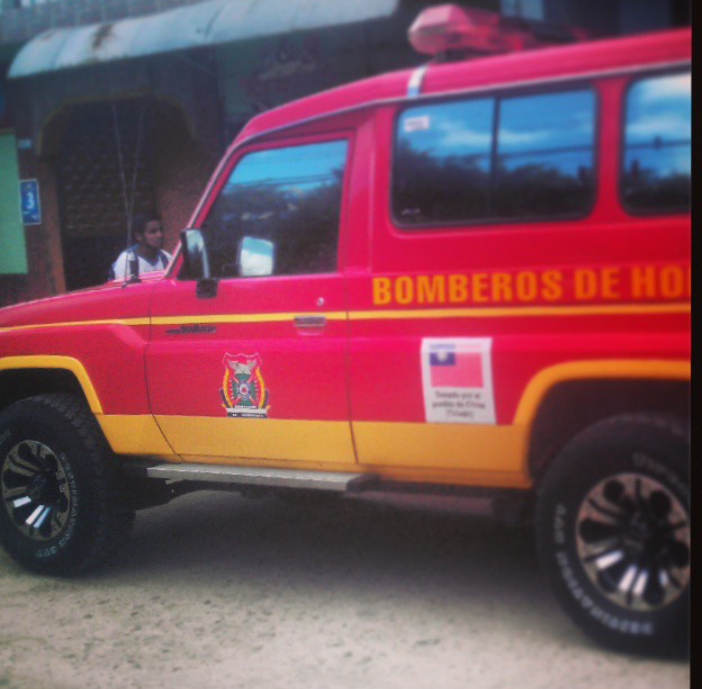
Unidad móvil del Cuerpo de Bomberos de Honduras.

## Comandantes
- Pompilio Aguiluz Mena,
- Miguel Rafael Amador Muñoz
- General Roberto Rodríguez Borjas
- Coronel Carlos Cordero Suárez
- General Jaime Omar Silva Murillo
- General José Manuel Zelaya[7]
- General Ángel Romelio Fúnez (En el cargo[8])

## Sistema de emergencia de Honduras
Emergencia: 198 Cuerpo de Bomberos de Honduras. 
- Comisión Permanente de Contingencias
- Cruz Roja Hondureña
- Cruz Verde Hondureña.
- Policía Nacional de Honduras